# Palheiro Gardens

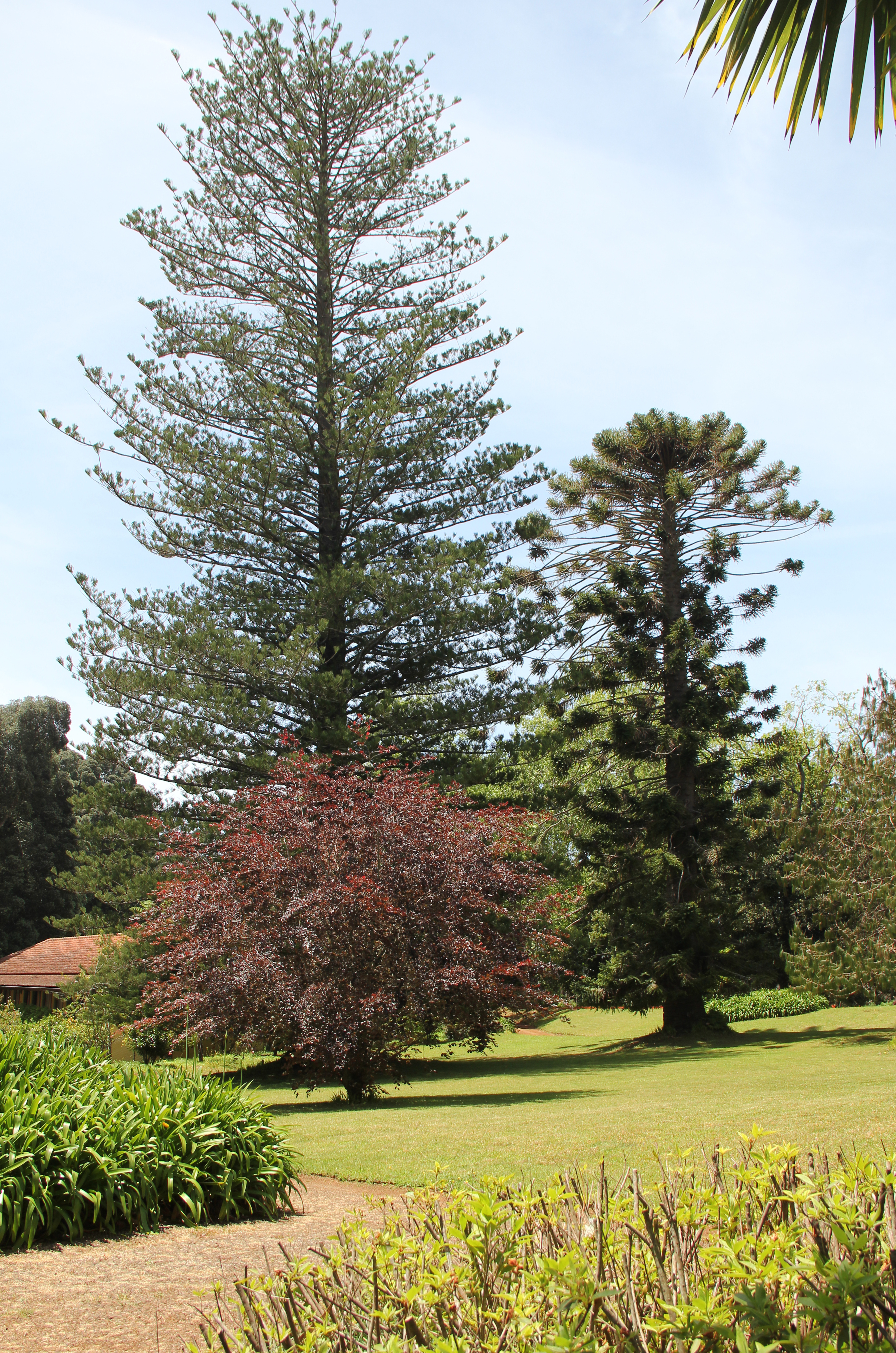
Araukarien in Palheiro Gardens

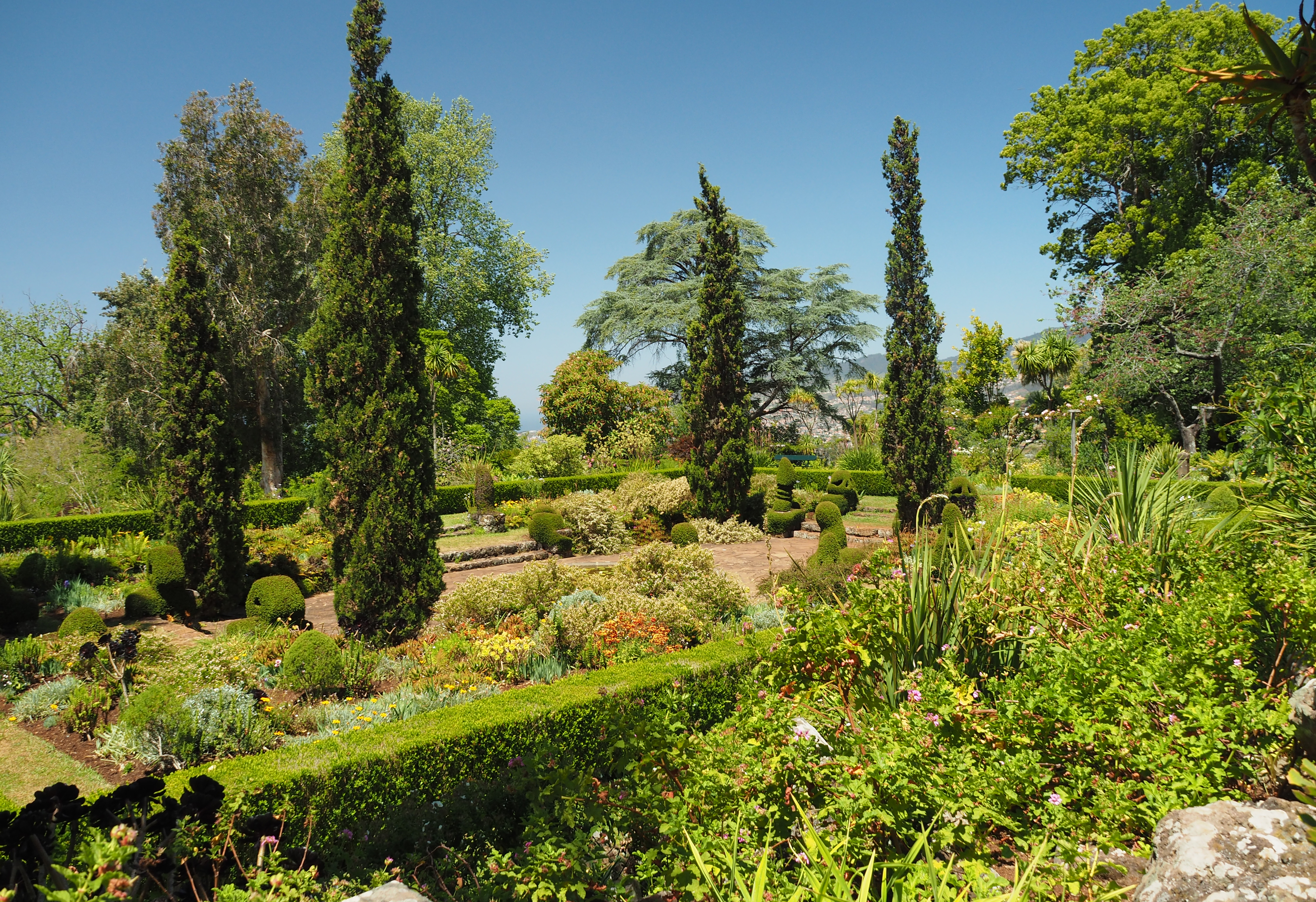
Ornamentaler Garten

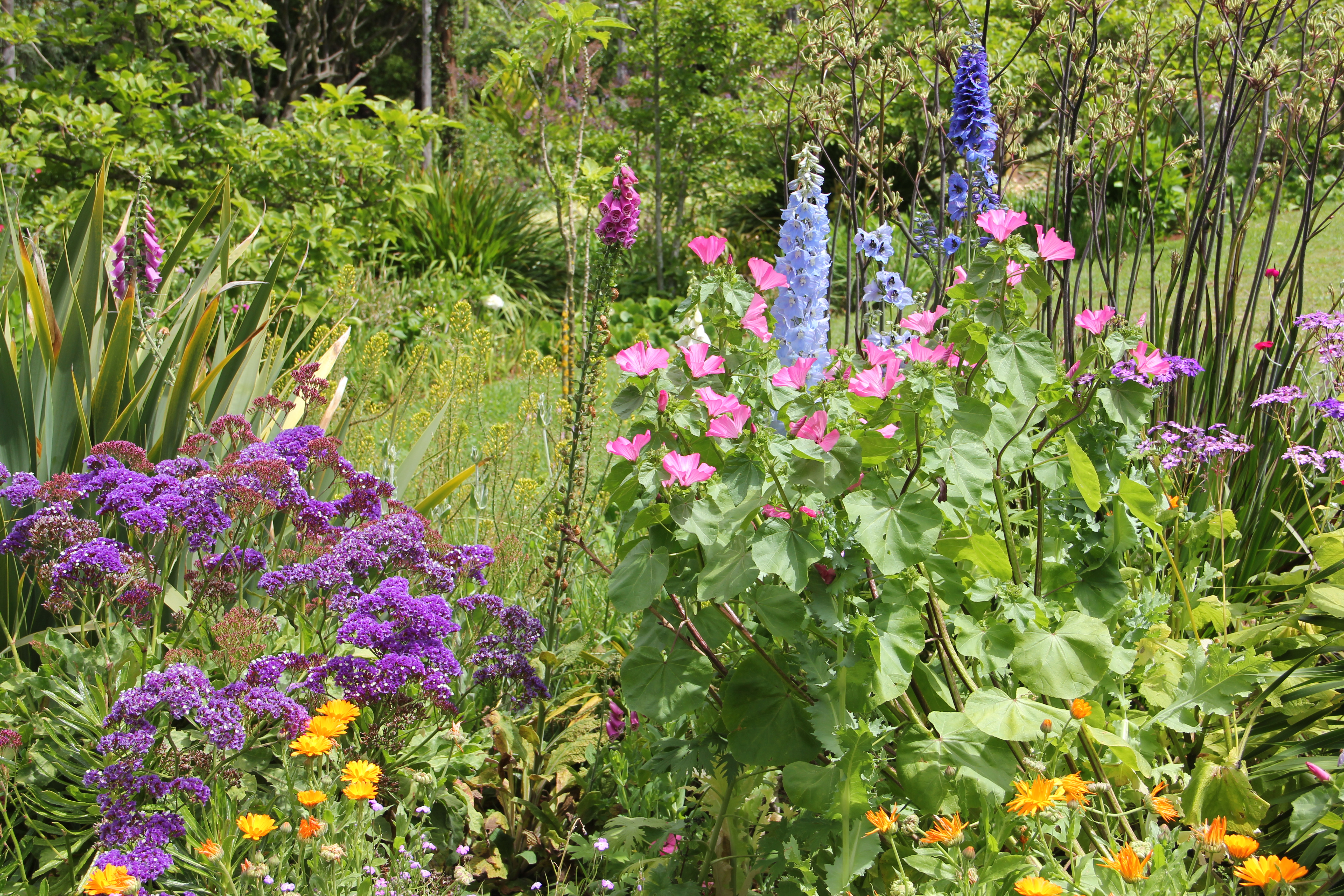
Ziergewächse

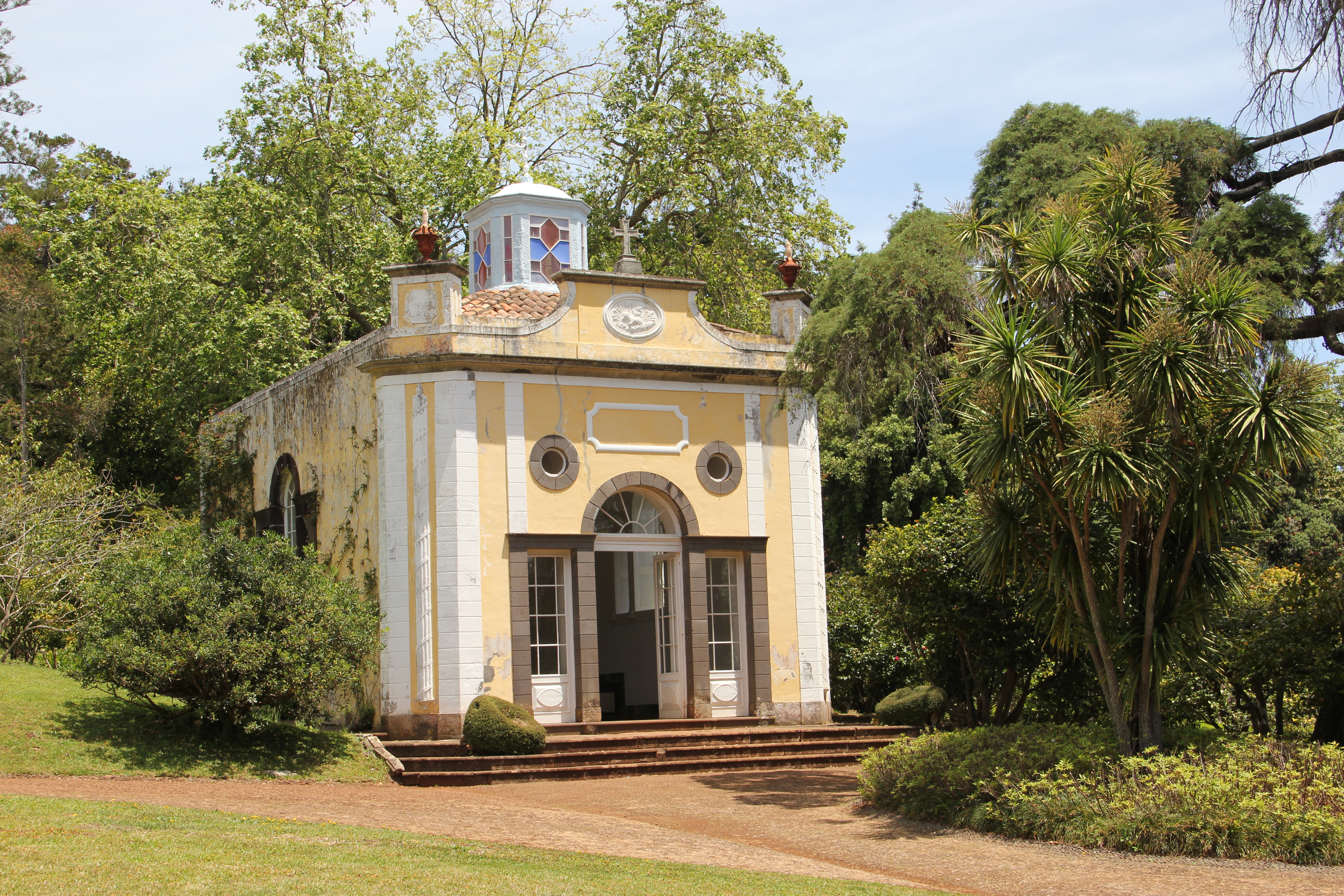
Barockkapelle St. Johannes

Palheiro Gardens ist ein privat geführter Botanischer Garten auf der portugiesischen Atlantikinsel Madeira. Er wird nach der englischen Gründerfamilie auch Blandy's Gardens genannt. Wegen des alten Baumbestands und opulent arrangierten subtropischen Ziergewächsen gilt die Parklandschaft als eine der schönsten Gartenanlagen Madeiras.

## Lage und Zugang
Das zwölf Hektar große Gelände liegt 500 m über dem Meeresspiegel etwa 7 km östlich von der Hauptstadt Funchal in der Gemeinde (Freguesia) São Gonçalo, der Zugang erfolgt vom Caminho da Quinta do Palheiro. Von der Stadtmitte in Funchal verkehren mehrmals täglich Stadtbusse zu dem Garten.
Ein reizvoller Zugang für Wanderer beginnt oberhalb von Funchal im Villenort Monte (erreichbar mit Stadtbussen und einer Gondelbahn). Von dort kann über Curral dos Romeiros entlang der Levada dos Tornos in 2½ Stunden nach Palheiro Gardens gewandert werden.

## Geschichte
Der Landsitz wurde 1885 von der englischen Winzerfamilie Blandy von den ursprünglichen Besitzern, der Adelsfamilie Conde de Carvalhal, erworben, die auf dem Gelände ursprünglich ein Jagdhaus (heute ein Landhotel) unterhielten und um 1801 begannen exotische Gehölze aus aller Welt zu pflanzen. Unter der Regie der Blandys wurde generationsübergreifend der weitläufige Garten im englischen Gartenstil ausgebaut und mehrfach verändert. Einen maßgeblichen Einfluss übte Mildred Blandy (* 1905; † 1984) aus. Die gebürtige Südafrikanerin machte viele Gewächse aus ihrer Heimat auf Madeira heimisch, darunter etliche Arten aus der Gattung Zuckerbüsche, diese werden heute in größerem Umfang auf Madeira kultiviert.

## Garten und Pflanzen
Der besondere Reiz des Gartens liegt in der Kombination aus von Mitteleuropa vertrauten Bäumen, etwa Buche und Stieleiche, mit subtropischen Gehölzen aus aller Welt. Gleich hinter dem Kassenhäuschen am Eingang macht eine Kamelienallee auf sich aufmerksam, die ersten dieser in Ostasien beheimateten Baumsträucher wurden in dem Garten bereits im 19. Jahrhundert gepflanzt.
Zu einem Wahrzeichen von Palheiro Gardens avancierten zwei Koniferen aus der Gattung der Araukarien, sie stehen westlich der kleinen Barockkapelle St. Johannes. Mit einer Höhe von 42 m und einem Stammumfang von 6 m gehört die Zimmertanne (Araucaria heterophylla) zu den mächtigsten Bäumen Madeiras. Monumentale Größe erreicht auch ein 30 m hoher amerikanischer Tulpenbaum (Liriodendron tulipifera).
In die weitläufige Parklandschaft sind symmetrisch angelegte Gärten mit opulent angelegten Rabatten eingestreut, auf denen das ganze Jahr über Ziergewächse blühen, darunter viele aus der Kapflora bekannte Arten wie Mittagsblumen, Gazanien, Fackellilien und Schmucklilien. Vor einer viktorianischen Villa, dem Wohnsitz der Eigentümerfamilie, gibt es eine Sammlung von Zuckerbüschen mit Königs-Protea (Protea cynaroides) und Nadelkissen-Protea (Leucospermum cordifolium). 
Vor dem Teehaus (Einkehrmöglichkeit) schaut man auf zwei kleine Seerosenbecken, des Weiteren gibt es einen Rosengarten.

## Galerie

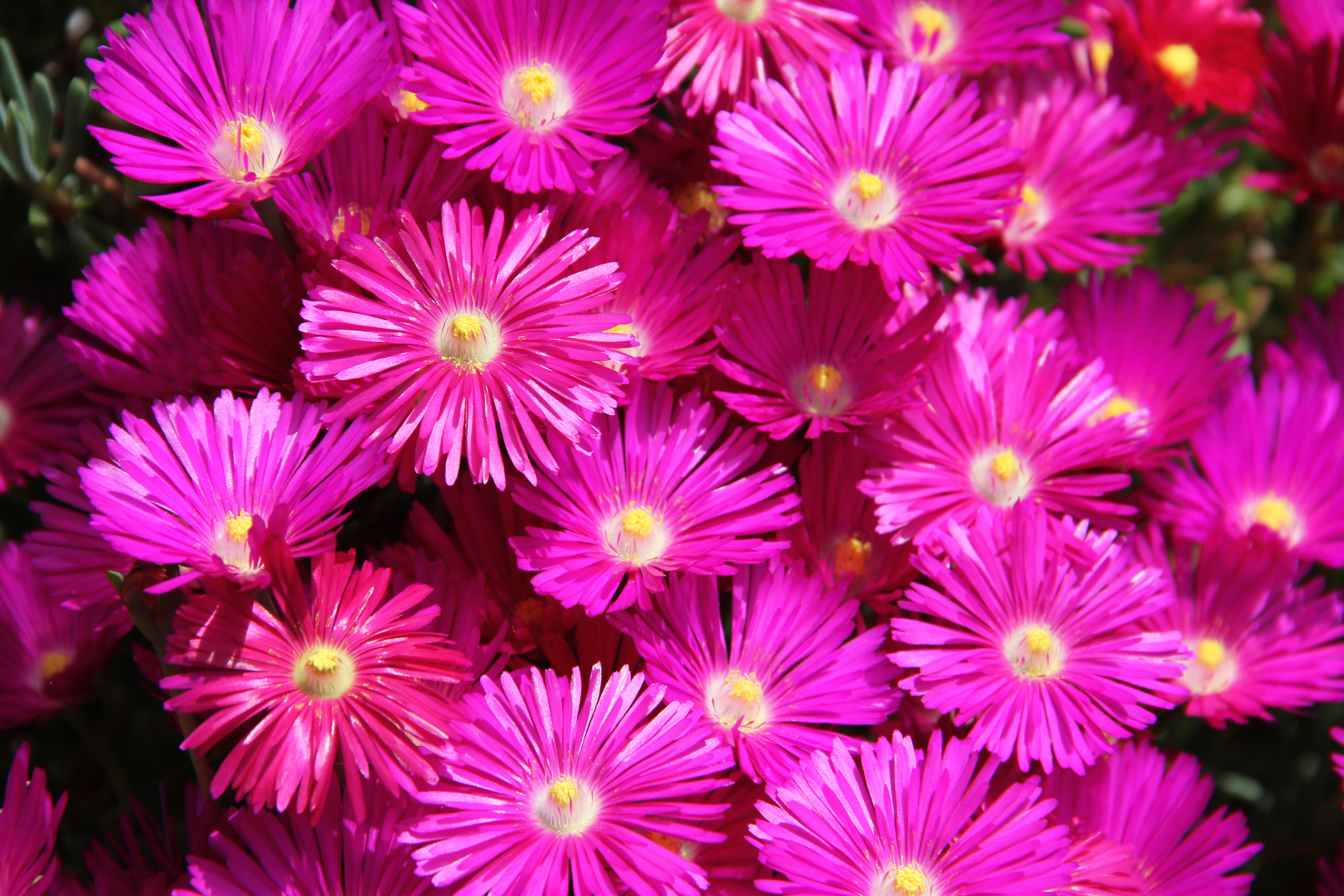
Mittagsblumen
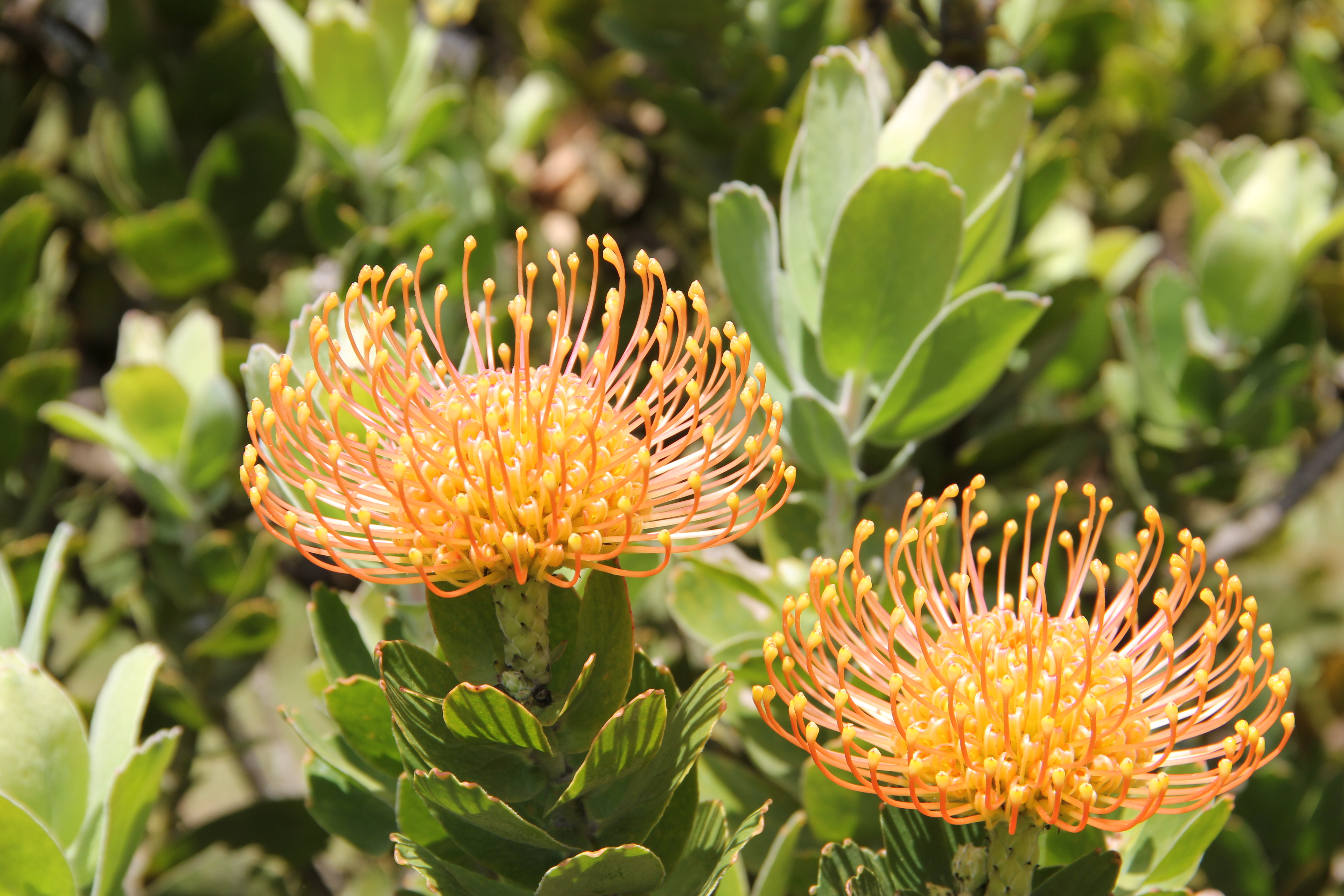
Nadelkissen-Protea
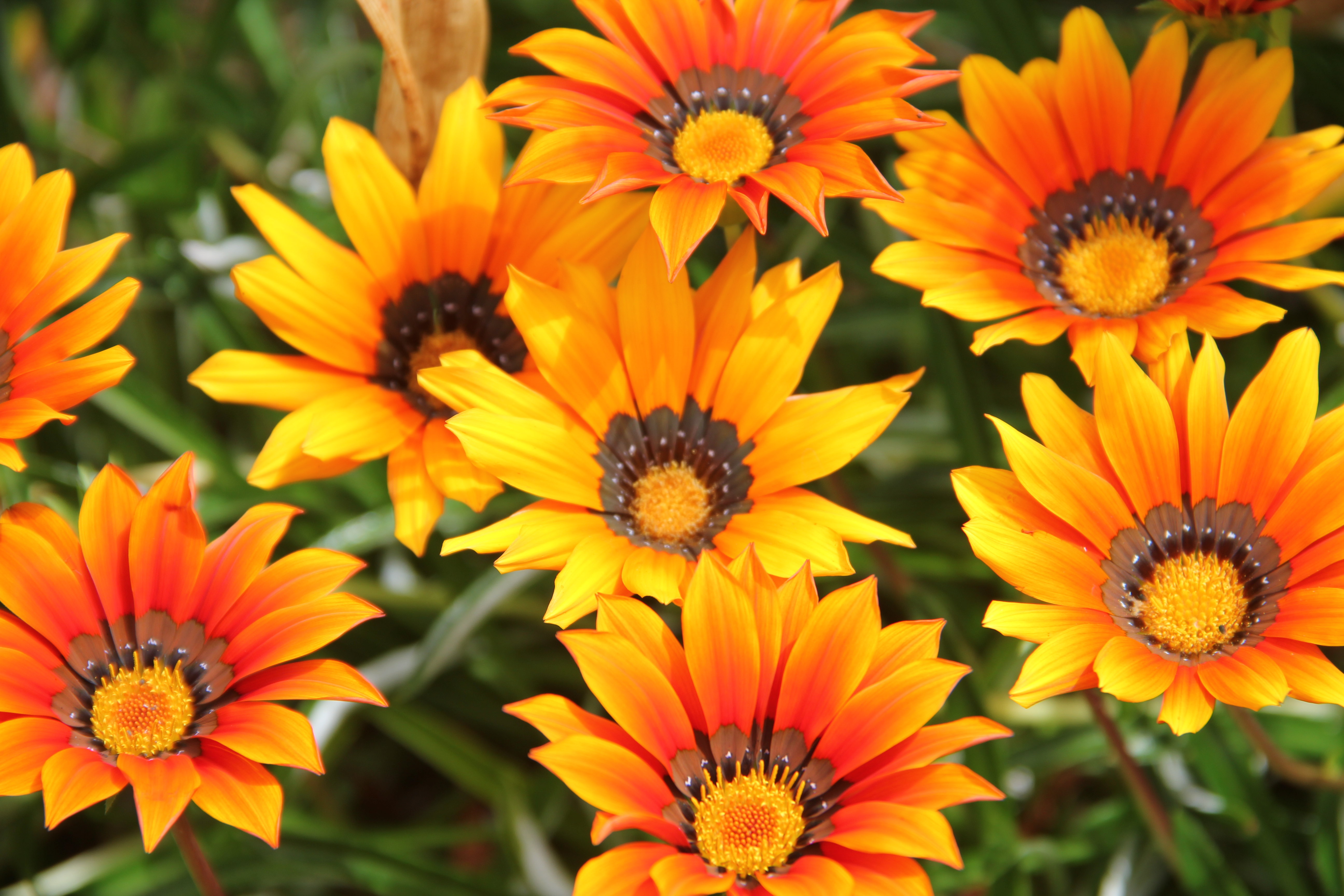
Gazanien
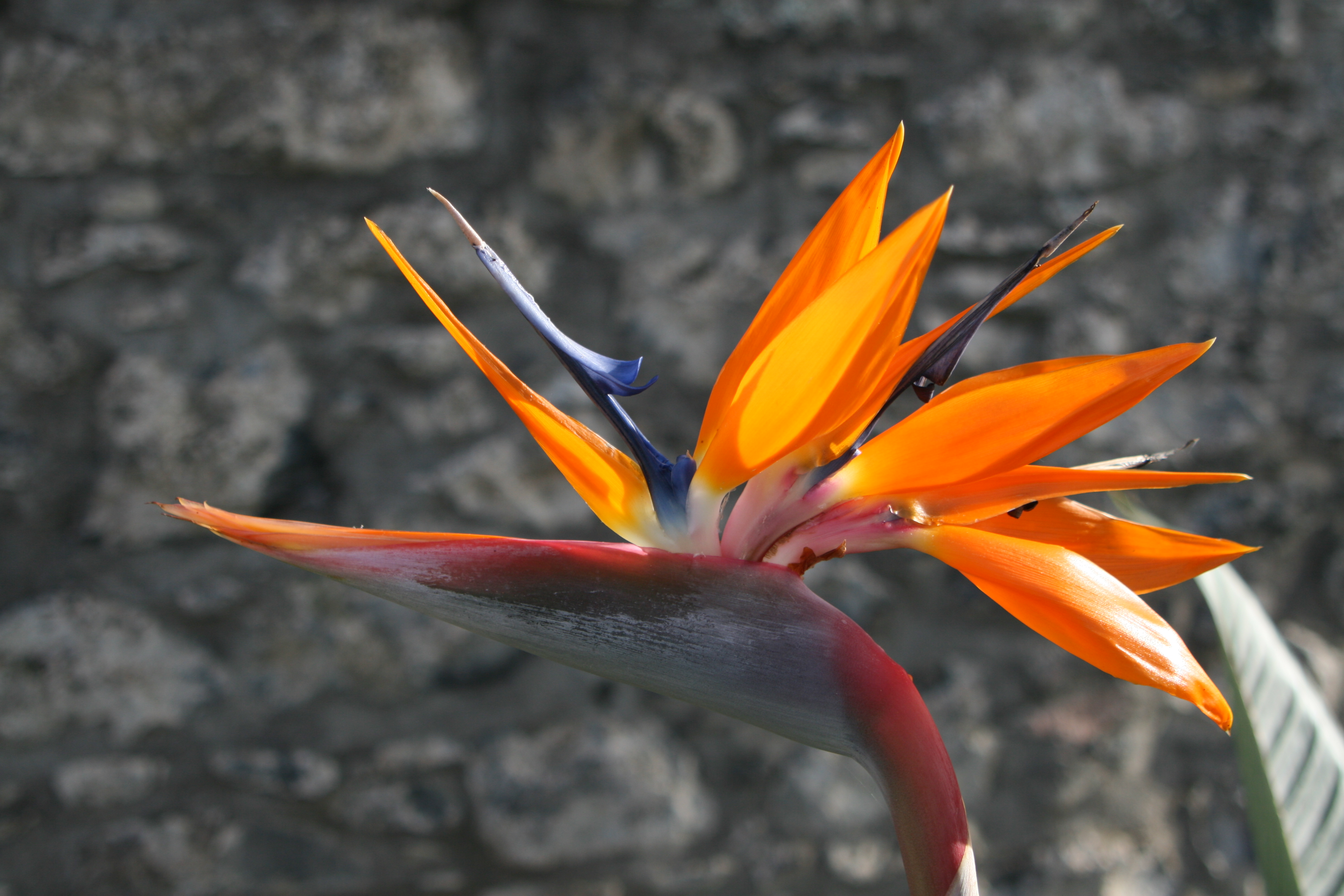
Strelitzie
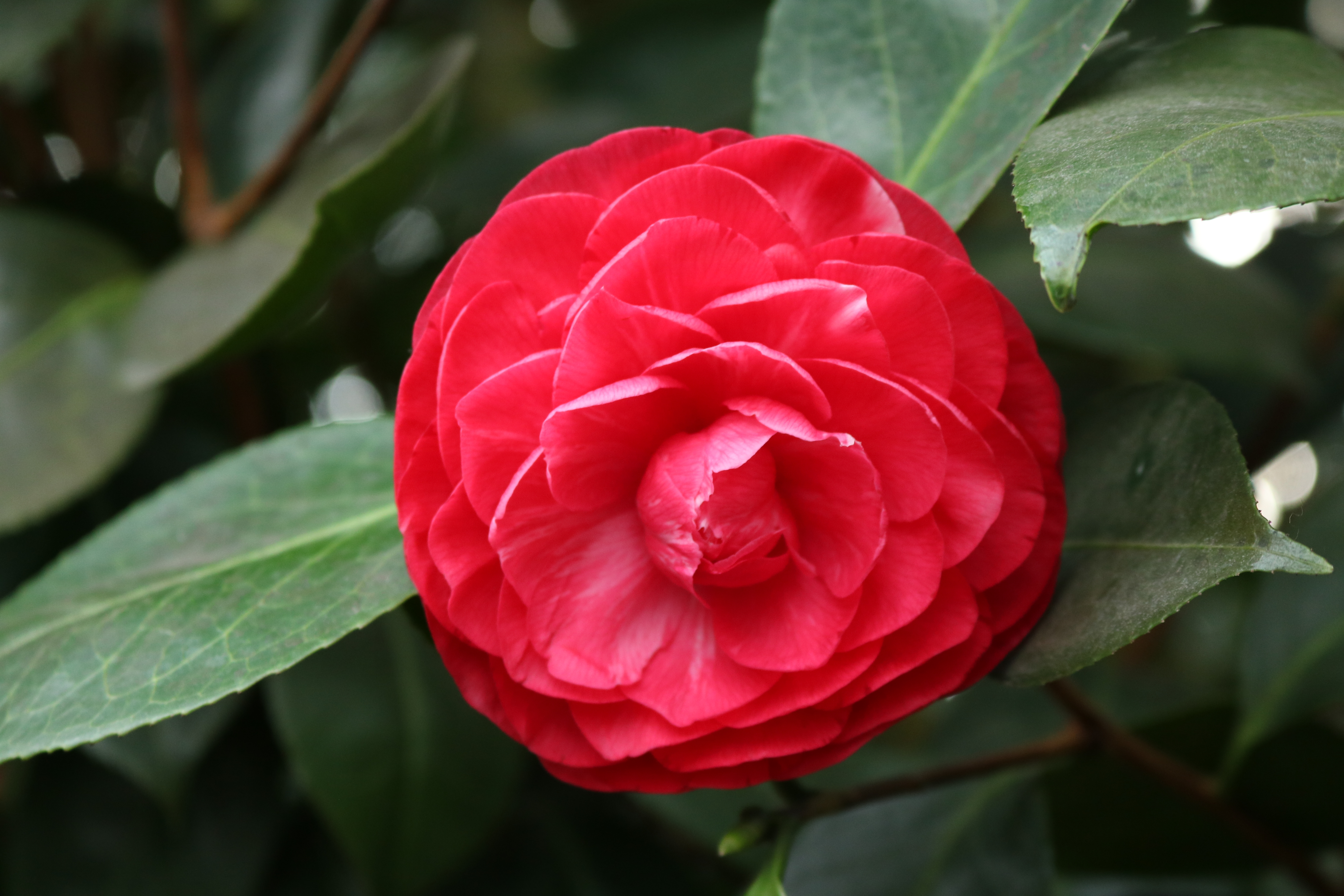
Kamelienblüte
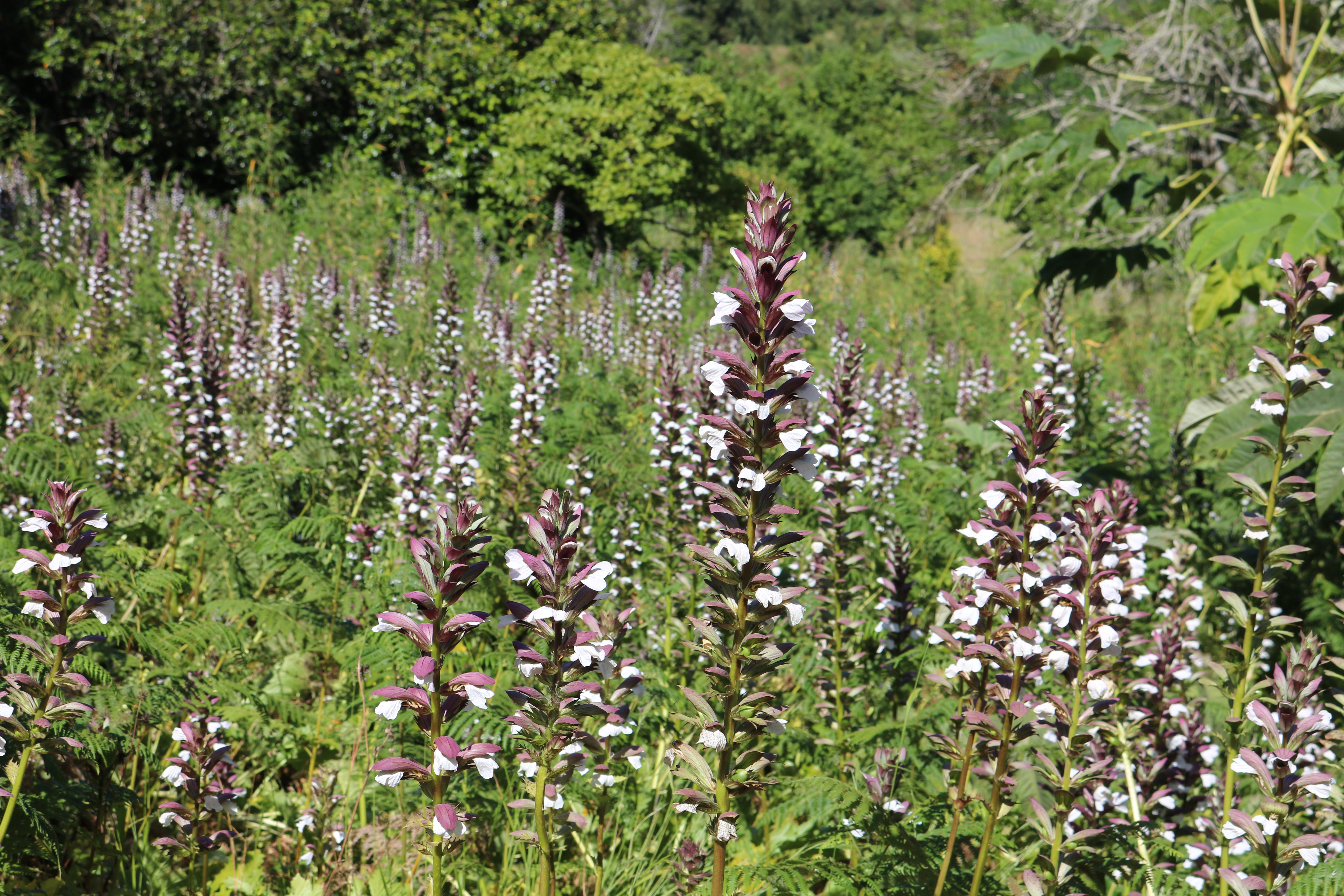
Akanthus-Wiese